# Vitaly Margulis
Pour les articles homonymes, voir Margulis.
Vitaly Iosifovich Margulis (en russe : Виталий Иосифович Маргулис ; 16 avril 1928 – 29 mai 2011 ) est un pianiste classique, musicologue et professeur d'origine ukrainienne.

## Biographie
Vitaly Margulis (également connu sous le nom de Vitalij Margulis) est né dans la ville de Kharkov en URSS (aujourd'hui Kharkiv en Ukraine). Il prend ses premières leçons de piano avec son père, dont le professeur a étudié avec le compositeur Alexandre Scriabine. Margulis poursuit ses études au Conservatoire de Leningrad, où il enseigne le piano de 1958 jusqu'à son émigration vers l'Occident en 1974. En 1975, Margulis devient professeur titulaire à la Hochschule für Musik de Fribourg, en Allemagne. En 1994, il devient professeur de piano à l'Université de Californie à Los Angeles. En outre, il a donné des masterclasses de piano dans le monde entier.